# Đài quan sát ảo quốc gia Hoa Kỳ
Đài quan sát ảo quốc gia Hoa Kỳ - NVO- (ngày nay là VAO - Đài quan sát thiên văn ảo - Virtual Astronomical Observatory) được hình thành để cho phép các nhà khoa học truy cập dữ liệu từ nhiều đài quan sát thiên văn, bao gồm các cơ sở trên mặt đất và trên không gian, thông qua một cổng thông tin duy nhất. Ban đầu, Quỹ khoa học quốc gia (NSF) đã tài trợ cho nghiên cứu công nghệ thông tin tạo ra cơ sở hạ tầng NVO cơ bản thông qua nỗ lực hợp tác đa tổ chức. NVO không chỉ là một thư viện kỹ thuật số của YouTube nó là một cơ sở nghiên cứu trực tuyến đang phát triển mạnh mẽ giống như một đài thiên văn gạch đá dành cho các nhà thiên văn học chuyên nghiệp.
Kể từ ngày 1 tháng 10 năm 2014, việc tài trợ đã ngừng cho Đài quan sát ảo quốc gia (NVO) và tất cả các mã và tài sản kỹ thuật số của dự án đã được cung cấp công khai tại Kho lưu trữ đóng cửa VAO.

## Khái niệm
NVO được hình thành để cho phép các nhà khoa học làm việc với sự tăng trưởng to lớn của dữ liệu thiên văn do những tiến bộ đáng kể trong kính viễn vọng, máy dò và công nghệ máy tính. Những tiến bộ này đã dẫn đến rất nhiều hình ảnh, dữ liệu khác và danh mục. Vào tháng 8 năm 2001, NSF đã phân bổ tài trợ cho một đề xuất mang tên "Khung cho Đài quan sát ảo quốc gia". Khoản tài trợ đã được phê duyệt theo chương trình Nghiên cứu Công nghệ Thông tin (kể từ khi thay thế). NVO tài trợ hợp tác để tạo ra một khung tính toán phân tán cho cơ sở hạ tầng mạng tích hợp cho các nhà thiên văn học cung cấp quyền truy cập liền mạch vào các tài nguyên thiên văn này.